# Joshua Marston
Joshua Jacob Marston (Contea di Los Angeles, 13 agosto 1968) è un regista e sceneggiatore statunitense.

## Biografia
Nato nella Contea di Los Angeles nel 1968, durante gli anni ottanta studia a Parigi e comincia a lavorare come fotografo, professione che svolge negli anni successivi per la rivista Life e per ABC News durante la prima guerra del Golfo. Dopo aver studiato scienze politiche per due anni alla USC di Los Angeles («due anni deprimenti» come ha dichiarato lo stesso Marston) inizia a considerare l'idea di dedicarsi al cinema e a metà anni novanta si trasferisce a New York. Qui frequenta la Tisch School of the Arts e nel 1989 ottiene la laurea in regia cinematografica con il cortometraggio Bus to Queens.
Dopo la laurea lavora a vari progetti, fino a quando si imbatte in un articolo di giornale che cattura la sua attenzione: «Si trattava dei "muli" della droga colombiani e del fatto che è pratica comune far viaggiare in aereo una mezza dozzina di persone, sapendo che uno o più di loro moriranno o saranno arrestati». Marston inizia subito ad abbozzare una sceneggiatura e dopo una lunga gestazione, nel 2004 esce il suo primo lungometraggio Maria Full of Grace.
Il film riscuote un ottimo successo di critica e riceve numerosi riconoscimenti, tra cui il Premio Alfred Bauer al Festival di Berlino, il premio per la miglior opera prima del New York Film Critics Circle, l'Independent Spirit Award per la miglior sceneggiatura d'esordio, il premio della giuria al Cartagena Film Festival e al São Paulo International Film Festival, il premio del pubblico al Los Angeles Film Festival e al Sundance Film Festival.
Dopo l'ottimo esordio la carriera di Marston si arena per diversi anni, durante i quali si dedica soprattutto alla regia televisiva con episodi di Six Feet Under, Law & Order e altre serie tv. Lo stesso Marston ha dichiarato in un'intervista del 2011:
L'idea per il secondo lungometraggio si concretizza grazie all'incontro con un gruppo di produttori e con Andamion Murataj, con il quale scrive la sceneggiatura di La faida, storia di vendette familiari ambientata in Albania. Distribuito nel 2011, anche il secondo film ottiene il plauso della critica e premi al Festival di Berlino e al Chicago International Film Festival. In seguito continua a dedicarsi al cinema e alla televisione, inclusi un cameo in Gayby di Jonathan Lisecki nel 2012, la produzione del corto The Visit di Lawrence Horwitz nel 2014 e la regia di episodi di The Newsroom, American Crime e Flesh and Bone.
Dopo aver abbandonato il progetto di un remake del film di Giuseppe Capotondi La doppia ora, nel 2016 dirige Complete Unknown - Cambio d'identità e lo stesso anno viene chiamato a sostituire Jonathan Demme (che a sua volta aveva rimpiazzato Marc Forster) per la regia di Domenica, film a tematica religiosa distribuito da Netflix.

## Filmografia

### Cinema

#### Regista
- Bus to Queens - cortometraggio (1998)
- Maria Full of Grace (2004)
- Un episodio del film New York, I Love You (2008)
- Bitter Memories - cortometraggio (2008)
- La faida (The Forgiveness of Blood) (2011)
- Complete Unknown - Cambio d'identità (Complete Unknown) (2016)
- Domenica (Come Sunday) (2018)

### Televisione
- Six Feet Under - 5ª stagione, episodio Il silenzio (2005)
- Swingtown - Episodio Dubbi e gelosie (2008)
- Law & Order - I due volti della giustizia - 19ª stagione, episodio Un padre importante (2009)
- In Treatment - 2ª stagione, episodio Mia - Quarta settimana (2009)
- How to Make It in America - 1ª stagione, episodio Big in Japan (2010)
- The Good Wife - 3ª stagione, episodio Corsa contro il tempo (2011)
- The Newsroom - 1ª stagione, episodio 1º maggio (2012)
- Black Box - Episodi Emotion e The Fear (2014)
- American Crime - 1ª stagione, Episodio 4 (2015)
- Flesh and Bone - Episodio Il coniglietto di velluto (2015)
- Berlin Station - 1ª stagione, episodi Identità svelata e Stazione Berlino (2016)
- Billions – serie TV, episodi 6x01-6x02 (2022)

## Riconoscimenti
- 1998
  - Chicago International Film Festival
  - Certificato di merito al miglior cortometraggio per Bus to Queens

- 1999
  - Canyonlands Film Festival
  - Premio Best of Festival per Bus to Queens
  - Premio al miglior film drammatico per Bus to Queens
  - Premio alla miglior produzione studentesca per Bus to Queens
- Nashville Film Festival
  - Best of Festival Award/Best Student Film per Bus to Queens

- 2004
  - Festival internazionale del cinema di Berlino
  - Premio Alfred Bauer per Maria Full of Grace
  - Nomination Orso d'oro per Maria Full of Grace
- Boston Society of Film Critics Awards
  - Premio al miglior regista esordiente, 2º posto per Maria Full of Grace
- Cartagena Film Festival
  - Premio speciale della giuria per Maria Full of Grace
- Deauville Film Festival
  - Premio della critica per Maria Full of Grace
  - Premio del pubblico per Maria Full of Grace
  - Grand Special Prize per Maria Full of Grace
- European Film Awards
  - Nomination Screen International Award per Maria Full of Grace
- Gotham Independent Film Awards
  - Miglior regista esordiente per Maria Full of Grace
- Los Angeles Film Critics Association Awards
  - New Generation Award per Maria Full of Grace (condiviso con Catalina Sandino Moreno)
- Los Angeles Film Festival
  - Premio del pubblico per Maria Full of Grace
- New York Film Critics Circle Awards
  - Premio per la miglior opera prima per Maria Full of Grace
- New York Film Critics Online
  - Premio al miglior regista esordiente per Maria Full of Grace
- Newport International Film Festival
  - Premio della giuria al miglior film per Maria Full of Grace
- Sundance Film Festival
  - Premio del pubblico (film drammatici) per Maria Full of Grace
  - Nomination Gran premio della giuria: U.S. Dramatic per Maria Full of Grace
- São Paulo International Film Festival
  - Premio della giuria internazionale al miglior film per Maria Full of Grace
- Toronto Film Critics Association Awards
  - Premio per la miglior opera prima per Maria Full of Grace

- 2005
  - Argentine Film Critics Association Awards
  - Condor d'argento al miglior film ibero-americano per Maria Full of Grace
- Chlotrudis Awards
  - Candidatura al miglior sceneggiatura originale per Maria Full of Grace
- Dallas-Fort Worth Film Critics Association Awards
  - Russell Smith Award per Maria Full of Grace
- Edgar Allan Poe Awards
  - Nomination Edgar alla miglior sceneggiatura per Maria Full of Grace
- Independent Spirit Awards
  - Independent Spirit Award per la miglior sceneggiatura d'esordio per Maria Full of Grace
  - Nomination Independent Spirit Award per il miglior regista per Maria Full of Grace
- International Online Cinema Awards
  - Candidatura al miglior film in lingua straniera per Maria Full of Grace
- Online Film & Television Association
  - Premio per la miglior opera prima (film) per Maria Full of Grace
  - Premio per la miglior opera prima (sceneggiatura) per Maria Full of Grace
- Online Film Critics Society Awards
  - Nomination Miglior regista esordiente per Maria Full of Grace
- Robert Festival
  - Nomination Miglior film non americano per Maria Full of Grace
- Satellite Awards
  - Nomination Satellite Award per il miglior regista per Maria Full of Grace

- 2011
  - Festival internazionale del cinema di Berlino
  - Orso d'argento per la migliore sceneggiatura per La faida (condiviso con Andamion Murataj)
  - Premio della giuria ecumenica, menzione speciale per La faida
  - Nomination Orso d'oro per La faida
- Chicago International Film Festival
  - Silver Hugo alla miglior sceneggiatura per La faida (condiviso con Andamion Murataj)
  - Nomination Gold Hugo al miglior film internazionale per La faida
- Hamptons International Film Festival
  - Menzione speciale per La faida
  - Nomination Golden Starfish Award per La faida
- Hawaii International Film Festival
  - Nomination Halekulani Golden Orchid Award per La faida
- Sydney Film Festival
  - Nomination Miglior film per La faida

- 2016
  - Deauville Film Festival
  - Nomination Grand Special Prize per Complete Unknown - Cambio d'identità
- Miskolc International Film Festival
  - Nomination International Ecumenical Award per Complete Unknown – Cambio d'identità